# Mordellistena amurensis
Mordellistena amurensis es una especie de coleóptero de la familia Mordellidae.

## Distribución geográfica
Habita en Siberia.